# Championnat d'Estonie de football 2020
Navigation
Meistriliiga 2019 Meistriliiga 2021
La saison 2020 du Championnat d'Estonie de football est la 30e de l'élite du football estonien. Les dix meilleurs clubs du pays sont regroupés au sein d'une poule unique où ils s'affrontent quatre fois, deux fois à domicile et deux fois à l'extérieur. En fin de saison, le dernier du classement est relégué et remplacé par le champion de deuxième division, tandis que le 9e affronte le vice-champion de D2 en barrage de promotion-relégation.
Le FC Flora Tallinn est le champion sortant.
La saison est suspendue après la première journée en raison de la pandémie de Covid-19. Tous les matchs sont alors annulés à partir du 14 mars.
Le championnat reprend le 19 mai 2020 à huis clos. En raison de la longue coupure, le nombre de matchs est réduit ; au lieu des traditionnelles 36 journées, le championnat sera scindé en deux groupes après la 27e journée (6 dans la poule pour le championnat et 4 dans la poule de relégation), chacune des équipes jouant contre les autres équipes du groupe une fois supplémentaire. Finalement, les six premières équipes joueront 32 matchs et les quatre dernières équipes joueront 30 matchs.
Le format est à nouveau modifié le 7 novembre 2020 en raison des évolutions de la pandémie : à l'issue de la phase régulière, les 4 premiers jouent entre eux une fois, les 5e et 6e jouent un match entre eux seulement si le 6e peut encore dépasser le 5e, et les 4 derniers jouent entre eux une fois.
Le 8 novembre 2020, le FC Flora Tallinn est sacré champion d'Estonie pour la 13e fois de son histoire.

## Qualifications européennes
Le championnat délivre deux places pour les compétitions continentales : le champion d'Estonie se qualifie pour le premier tour de qualification de la Ligue des champions de l'UEFA 2021-2022 tandis que le deuxième du classement obtient son billet pour le premier tour de qualification de la Ligue Europa Conférence 2021-2022. La deuxième place en Ligue Europa Conférence est réservée au vainqueur de la Coupe d'Estonie, ou au 3e du classement final, si le vainqueur de la Coupe a terminé le championnat parmi les deux premiers.

## Participants
| \| Tallinn : Flora Tallinn Levadia Tallinn Nõmme Kalju JK Tallinna Kalev TJK Legion Tallinn Paide Kuressaare Tartu Narva Tulevik \| Localisation des clubs engagés dans le championnat. |
| Tallinn : Flora Tallinn Levadia Tallinn Nõmme Kalju JK Tallinna Kalev TJK Legion Tallinn Paide Kuressaare Tartu Narva Tulevik                                                           |

| Club                | Dernière montée | Classement 2019 | Entraîneur           | Depuis | Stade                    | Capacité théorique |
| ------------------- | --------------- | --------------- | -------------------- | ------ | ------------------------ | ------------------ |
| Flora Tallinn       | 1992            | 1er             | Jürgen Henn          | 2018   | A. Le Coq Arena          | 9 692              |
| Levadia Tallinn     | 1999            | 2e              | Martin Reim          | 2019   | Stade Kadriorg           | 5 000              |
| Nõmme Kalju         | 2008            | 3e              | Marko Kristal        | 2019   | Stade Hiiu               | 300                |
| Paide Linnameeskond | 2009            | 4e              | Vjatšeslav Zahovaiko | 2016   | Stade Paide              | 268                |
| Tammeka Tartu       | 2005            | 5e              | Kaido Koppel         | 2017   | Stade Tamme              | 1 750              |
| Narva Trans         | 1992            | 6e              | Cenk Özcan           | 2020   | Stade Kreenholmi         | 1 065              |
| Tulevik Viljandi    | 2017            | 7e              | Sander Post          | 2018   | Viljandi linnastaadion   | 1 000              |
| JK Tallinna Kalev   | 2018            | 8e              | Aleksandr Dmitrijev  | 2018   | Kalevi Keskstaadion      | 11 500             |
| FC Kuressaare       | 2018            | 9e              | Roman Kozhukhovskyi  | 2019   | Kuressaare linnastaadion | 1 000              |
| TJK Legion          | 2020            | 1er (Esiliiga)  | Denis Belov          | 2016   | Stade de Kadriorg        | 5 000              |

Légende des couleurs
- Premier tour de qualification de la Ligue des champions 2020-2021
- Premier tour de qualification de la Ligue Europa 2020-2021
- Promu d'Esiliiga 2019

## Compétition

### Première phase
Le classement est calculé avec le barème de points suivant : une victoire vaut trois points, le match nul un. La défaite ne rapporte aucun point.
Critères de départage :
1. Le moins de matchs annulés ou reportés ;
2. Faces-à-faces ;
3. Différence de buts dans les faces-à-faces ;
4. Le nombre général de victoires ;
5. Meilleure différence de buts générale ;
6. Nombre général de buts marqués

#### Classement
| Rang | Équipe              | Pts | J  | G  | N | P  | Bp | Bc | Diff |
| ---- | ------------------- | --- | -- | -- | - | -- | -- | -- | ---- |
| 1    | FC Flora Tallinn T  | 74  | 27 | 24 | 2 | 1  | 66 | 16 | +50  |
| 2    | Paide Linnameeskond | 60  | 27 | 20 | 0 | 7  | 70 | 30 | +40  |
| 3    | FCI Levadia Tallinn | 53  | 27 | 16 | 5 | 6  | 62 | 35 | +27  |
| 4    | JK Nõmme Kalju      | 49  | 27 | 14 | 7 | 6  | 48 | 19 | +29  |
| 5    | JK Tammeka Tartu    | 31  | 27 | 8  | 7 | 12 | 30 | 41 | -11  |
| 6    | JK Tulevik Viljandi | 30  | 27 | 9  | 3 | 15 | 27 | 43 | -16  |
| 7    | TJK Legion P        | 25  | 27 | 6  | 7 | 14 | 21 | 42 | -21  |
| 8    | FC Narva Trans      | 21  | 27 | 5  | 6 | 16 | 26 | 45 | -19  |
| 9    | FC Kuressaare       | 20  | 27 | 4  | 8 | 15 | 26 | 59 | -33  |
| 10   | JK Tallinna Kalev   | 18  | 27 | 5  | 3 | 19 | 18 | 64 | -46  |

|  | Qualification pour la poule pour le titre      |
|  | Barrage pour la 5e place                       |
|  | Qualification pour la poule pour la relégation |
|  | T : Tenant du titre P : Promu de D2            |

#### Matchs
Journées 1 à 18
| Résultats (▼dom., ►ext.) | FLO | KLV | KUR | LEV | NAR | NÕM | PAI | TAM | TJK | TUL |
| FC Flora Tallinn         |     | 3-0 | 3-0 | 4-0 | 3-1 | 2-1 | 3-1 | 0-0 | 3-1 | 3-0 |
| JK Tallinna Kalev        | 0-3 |     | 0-2 | 0-4 | 1-1 | 0-4 | 1-8 | 0-2 | 1-0 | 0-2 |
| FC Kuressaare            | 0-4 | 2-2 |     | 2-2 | 3-2 | 0-2 | 0-4 | 2-4 | 0-0 | 3-0 |
| FCI Levadia Tallinn      | 1-3 | 4-0 | 1-0 |     | 3-0 | 1-1 | 4-1 | 2-2 | 4-0 | 5-1 |
| FC Narva Trans           | 2-3 | 1-0 | 1-0 | 4-4 |     | 0-1 | 1-0 | 1-0 | 2-0 | 0-2 |
| JK Nõmme Kalju           | 1-2 | 2-0 | 1-0 | 2-0 | 3-0 |     | 0-1 | 1-1 | 1-2 | 0-0 |
| Paide Linnameeskond      | 1-3 | 4-0 | 2-0 | 4-2 | 2-1 | 1-3 |     | 3-0 | 2-0 | 1-2 |
| JK Tammeka Tartu         | 1-3 | 0-2 | 1-2 | 1-1 | 2-2 | 0-2 | 0-2 |     | 1-3 | 2-1 |
| TJK Legion               | 1-3 | 0-0 | 1-1 | 0-2 | 0-0 | 0-6 | 0-3 | 0-1 |     | 0-2 |
| JK Tulevik Viljandi      | 2-1 | 2-1 | 5-0 | 1-3 | 0-1 | 0-6 | 1-3 | 2-0 | 0-2 |     |

Journées 19 à 27
| Résultats (▼dom., ►ext.) | FLO | KLV | KUR | LEV | NAR | NÕM | PAI | TAM | TJK | TUL |
| FC Flora Tallinn         |     |     |     |     |     | 0-0 | 1-0 |     | 1-0 | 2-1 |
| JK Tallinna Kalev        | 1-4 |     |     |     | 4-1 | 1-4 |     | 1-2 |     | 1-0 |
| FC Kuressaare            | 0-4 | 0-1 |     | 1-5 |     | 1-1 |     |     | 2-2 |     |
| FCI Levadia Tallinn      | 0-2 | 3-0 |     |     |     | 2-1 |     | 3-2 |     | 2-0 |
| FC Narva Trans           | 1-2 |     | 0-0 | 1-2 |     |     |     |     |     | 0-1 |
| JK Nõmme Kalju           |     |     |     |     | 2-1 |     | 1-3 |     | 1-1 | 0-0 |
| Paide Linnameeskond      |     | 4-1 | 6-2 | 1-0 | 4-2 |     |     | 3-1 |     |     |
| JK Tammeka Tartu         | 0-1 |     | 4-2 |     | 0-0 | 0-0 |     |     |     |     |
| TJK Legion               |     | 2-0 |     | 1-2 | 2-1 |     | 0-2 | 3-1 |     |     |
| JK Tulevik Viljandi      |     |     | 1-1 |     |     |     | 1-4 | 0-1 | 0-0 |     |

### Deuxième phase
Le classement est calculé avec le barème de points suivant : une victoire vaut trois points, le match nul un. La défaite ne rapporte aucun point. Tous les points acquis lors de la première phase sont conservés.
Critères de départage :
1. Le moins de matchs annulés ou reportés ;
2. Faces-à-faces ;
3. Différence de buts dans les faces-à-faces ;
4. Le nombre général de victoires ;
5. Meilleure différence de buts générale ;
6. Nombre général de buts marqués

#### Poule pour le titre

##### Classement
| Rang | Équipe                | Pts | J  | G  | N | P | Bp | Bc | Diff |
| ---- | --------------------- | --- | -- | -- | - | - | -- | -- | ---- |
| 1    | FC Flora Tallinn T    | 80  | 29 | 26 | 2 | 1 | 76 | 17 | +59  |
| 2    | Paide Linnameeskond   | 64  | 30 | 21 | 1 | 8 | 80 | 43 | +37  |
| 3    | FCI Levadia Tallinn C | 57  | 29 | 17 | 6 | 6 | 66 | 37 | +29  |
| 4    | JK Nõmme Kalju        | 49  | 30 | 14 | 7 | 9 | 52 | 31 | +21  |

|  | Qualification pour le 1er tour de qualification de la Ligue des champions de l'UEFA 2021-2022 |
|  | Qualification pour le 1er tour de qualification de la Ligue Europa Conférence 2021-2022       |
|  | T : Tenant du titre C : Vainqueur de la Coupe d'Estonie 2020-2021 P : Promu de D2             |

##### Matchs
| Résultats (▼dom., ►ext.) | FLO | LEV    | NÕM | PAI |
| FC Flora Tallinn         |     | Annulé |     |     |
| FCI Levadia Tallinn      |     |        |     | 2-2 |
| JK Nõmme Kalju           | 0-3 | 0-2    |     |     |
| Paide Linnameeskond      | 1-7 |        | 7-4 |     |

Le dernier match entre le Flora Tallinn et le Levadia Tallinn est annulé en raison de cas de Covid-19 dans les deux équipes ; le résultat de ce match n'aurait eu aucune incidence sur le classement final.

#### Barrage pour la5eplace
Les 5e et 6e de la phase régulière s'affrontent lors d'un seul match.